# فورد فالكون (بي أي)
فورد فالكون (بالإنجليزية: Ford Falcon (BA))‏ هي سيارة عائلية كبيرة خلفية الدفع من صناعة فورد أستراليا [الإنجليزية] أنتجت في سبتمبر 2002م وتوقف إنتاجها في أكتوبر 2005م. تم تجميعها في كامبل فيلد، في ولاية فيكتوريا الأسترالية.